# Fimbristylis longistipitata
Fimbristylis longistipitata är en halvgräsart som beskrevs av Tang och Fa Tsuan Wang. Fimbristylis longistipitata ingår i släktet Fimbristylis och familjen halvgräs.
Artens utbredningsområde är Hainan (Kina). Inga underarter finns listade i Catalogue of Life.